# 馬蒂·奧伊瓦寧
馬蒂·奧伊瓦寧（芬蘭語：Matti Oivanen；1986年5月26日—）是一位芬蘭排球運動員。他現在效力於波蘭聯賽球隊Indykpol AZS Olsztyn。他也代表芬蘭國家男子排球隊參賽。他的雙胞胎兄弟米科·奧伊瓦寧也是一位排球運動員。